# Львівський процес
Льві́вський процес — судовий процес над членами ОУН, що відбувався у Львові 25 травня — 26 червня 1936 р. з приводу вбивств комісара консульства СРСР у Львові Майлова (22 жовтня 1933 р.), директора Львівської академічної гімназії Івана Бабія (25 липня 1934 р.) та студента Якова Бачинського, а також нездійсненого замаху на підкомісара львівської тюрми Кособудзького. Цей процес став продовженням Варшавського процесу.

## Підсудні
Перед судом постало 23 особи, у тому числі половина (шість) із засуджених на Варшавському процесі.
1. Степан Бандера, літ 27
2. Роман Шухевич, літ 29
3. Володимир Михайло Янів, літ 28
4. Ярослав Стецько, літ 24
5. Ярослав Макарушка, літ 28
6. Олександер Пашкевич, літ 28
7. Ярослав Спольський, літ 24
8. інж. Богдан Підгайний, літ 32
9. Іван Малюца, літ 27
10. д-р Богдан Гнатевич, літ 42
11. Володимир Коцюмбас, літ 35
12. Осип Мащак, літ 28
13. Роман Мигаль, літ 25
14. Євген Качмарський, літ 26
15. Іван Ярош, літ 29
16. Роман Сеньків, літ 27
17. Катря Зарицька, літ 22
18. Віра Свєнціцька, літ 22
19. Анна Дарія Федак, літ 24
20. Осип Феник, літ 24
21. Володимир Івасик, літ 26
22. Іван Равлик, літ 27
23. Семен Рачун, літ 27

## Хід процесу
Степан Бандера обґрунтував усі замахи: Майлова було вбито в помсту за голодомор 1932-33 рр. в УСРР, Бабія — за співпрацю з поляками, Бачинського — за те, що він був агентом польської поліції, а Кособудзького хотіли вбити за жорстокі розправи над українськими в'язнями. На Львівському процесі підсудних захищали 12 найкращих галицьких адвокатів, зокрема Євген Давидяк, Степан Шухевич, Володимир Старосольський
Вирок виглядав так:
- Степан Бандера і Роман Мигаль — довічне тюремне ув'язнення (подвійне довічне),
- 5 підсудних отримали по 15 років тюремного ув'язнення,
- 2-х було звільнено за недоказаністю звинувачення,
- 14 отримали вирок — у сумі 65 років ув'язнення:
  - Пашкевич Олександр та Ярослав Стецько — обидва по 5 років.

У підсумку було заарештовано Романа Шухевича, Осипа Мащака, Володимира Яніва та інших.
Це послабило ОУН перед Другою світовою війною, поглибило розкол, хоча організація продовжувала працювати. Процес привернув увагу всього світу до ситуації на українських землях під владою Польщі. Зріс авторитет ОУН, зокрема через гідну поведінку на процесі її провідних членів.
Крім того, у Львівському процесі взяли участь радянські консули. Очевидно, із цього часу СРСР почав вести прискіпливий нагляд за ОУН, наслідком чого стало вбивство агентом НКВД Судоплатовим 23 травня 1938 р. у Роттердамі голови ПУНу Євгена Коновальця.